# Ricardo Brinzoni
Ricardo Guillermo Brinzoni (Buenos Aires, 6 de octubre de 1945 - ibídem, 25 de octubre de 2005) fue un militar argentino que llegó al grado de teniente general. Fue el jefe del Estado Mayor General del Ejército (JEMGE) desde el 10 de diciembre de 1999 hasta 28 de mayo de 2003.

## Biografía
Brinzoni egresó del Colegio Militar de la Nación a finales de 1964 siendo subteniente de Artillería junto a Adalberto Rodríguez Giavarini. Cursó en la Escuela Superior de Guerra entre 1977 y 1980. Durante el Proceso de Reorganización Nacional (1976-1983) fue secretario de la gobernación de la provincia de Chaco, durante la intervención de Antonio Serrano. Más tarde sería denunciado por tomar parte en la masacre de Margarita Belén, en la que se asesinaron veintidós presos políticos en diciembre de 1976. posteriormente fue querellado junto a otros 32 militares y policías por la tortura y desaparición forzada de 22 detenidos políticos en la provincia del Chaco durante la última dictadura militar siendo imputado por la presunta comisión de los delitos de homicidio agravado, privación ilegal de la libertad agravada, desaparición forzosa y torturas.
Entre 1983 y 1985 estudió en Francia.Fue nombrado jefe del Estado Mayor General del Ejército por el presidente Fernando de la Rúa en 1999, sucediendo a Martín Balza. Algunos sectores afirman que intentó supuestamente trabar los denominados Juicios por la Verdad que buscaban declarar la inconstitucionalidad de las leyes de Punto Final y Obediencia Debida y lo critican por haberle dado un entierro con honores para Leopoldo Fortunato Galtieri y haberse quejado por las demoras en ascensos de militares involucrados en el terrorismo de Estado.Tras la imputación por la Masacre de Margarita Belén y por dos desapariciones forzadas, Fernando de la Rúa elogió a Ricardo Brinzoni y lo ratificó al frente de esa fuerza ante la presencia del represor indultado y con pedido de captura internacional Leopoldo Fortunato Galtieri –entre otros integrantes de la dictadura– en la ceremonia que encabezó de La Rúa. En esa misma ceremonia el radical destacó y felicitó a Fortunato Galtieri y Albano Harguindeguy.

### Crisis de 2001
Cabe destacar que se encontraba tomando parte en rutinas militares en territorio patagónico mientras sucedían algunos hechos importantes de los comienzos de la década de los 2000, como la renuncia del vicepresidente Chacho Álvarez (octubre de 2000), o los sucesos de diciembre de 2001.
En el mes de abril de 2002 salieron a la luz unas investigaciones periodísticas en las cuales se demostraba que tanto el jefe de la Armada Argentina, almirante Joaquín Stella, como el teniente general Ricardo Guillermo Brinzoni mantuvieron reuniones con diversos empresarios durante marzo de 2002, pocos meses después de la crisis que provocó la caída del gobierno del presidente De la Rúa. Dichos eventos suscitaron rumores sobre un posible golpe de Estado cívico-militar. Inmediatamente los jefes de las tres armas Joaquín Stella, Walter Barbero y Ricardo Brinzoni desmintieron dichos rumores. El titular del Ejército Argentino se refirió al posible golpe como «una gran fantasía». mientras que Stella declaró que una interrupción al orden institucional significaría la destrucción de las fuerzas armadas. Barbero dejó bien en claro que la Fuerza Aérea estaba dispuesta a defender la vigencia del orden constitucional con esta frase: «Las armas que la Nación puso a nuestra custodia serán utilizadas únicamente cuando los poderes constitucionales así nos lo ordenen».

### Denuncia en su contra y retiro
Brinzoni fue denunciado por fraude contra el Estado en compras de equipamiento militar. Este hecho, junto con la acusación de haber participado en la denominada «Masacre de Margarita Belén», llevaron a que el 28 de mayo de 2003 fue removido de su cargo por el recientemente electo presidente Néstor Kirchner. Este hecho marcó el final de su carrera militar.
Ricardo Brinzoni estaba casado con Lidia María Rosa Odino, con quien tuvo sus tres hijos.
Murió en Buenos Aires en 2005, a los 60 años, a causa de un cáncer de páncreas.

## Condecoraciones y distintivos
- «Oficial de Estado Mayor» Escuela Superior de Guerra
- «Insignia de las Fuerzas Armadas Alemanas a la Pericia Militar»
- «Distintivo al mérito de Artillería»
- «Distintivo años de Servicio»
- «Servicios en Institutos Militares de Formación»